# 세실 카셀
세실 카셀(Cécile Cassel, 1982년 6월 25일 ~ )은 프랑스의 배우, 가수이다. 가수명은 올리시즈(HollySiz)이다.

## 출연 작품
- 러브 인 클라우즈 (2004)
- 비욘드 프렌드쉽 (2006)
- 로맨스 (2007)
- 당신 삶의 첫번째 휴일 (2008)
- 코코 샤넬(영어판) (2008)
- 스워드 오브 워 (2009)
- 유 윌 미스 미 (2009)
- 애프터 러브 (2009)
- 연애의 탐구 분석 (2009)
- 라이크 브라더스 (2012)
- 파리지엔느 프로젝트 (2013)
- 투 이즈 어 패밀리 (2016)